# Zehtyan
Juan Sebastián Molina García, artísticamente como Zehtyan (Pereira, Colombia; 19 de diciembre de 1988), es un intérprete y compositor de rap colombiano, radicado en la ciudad de Bogotá, ciudad en la cual ha desarrollado su carrera artística. 
Es conocido como 'El de La Perla' ya que su ciudad natal es tiene el apelativo de 'La Perla del Otún'.
Además de su trabajo como solista pertenece al grupo CensuradoX junto a Jamp, C-Shot y el productor MS Beatz.

## Carrera

### Carrera musical
Durante el año 2006, se presentó como MC en el festival de Hip-Hop al Parque siendo el acto local con segunda mejor calificación entre el jurado.

Durante el año 2007, la revista colombiana Don Juan lo reconoció como uno de los 100 DonJuanes del año dentro de la categoría Músicos y fue finalista por Bogotá del campeonato de freestyle, Red Bull Batalla de los Gallos.
Durante el 2010, fue ganador del  Premio Shock en la categoría Urban Style.

### Carrera periodística
Zehtyan ha sido el presentador oficial para Canal Capital del festival HipHop al Parque organizado por la ciudad de Bogotá en sus entregas de 2010, 2011, 2012 y 2014.

### Carrera en Esports
Zehtyan se lanzó al mundo de los esports en 2022 y rápidamente se destacó por su habilidad excepcional en Fortnite. A lo largo de su carrera, ha participado en una serie de torneos de renombre, donde ha demostrado su destreza y estrategia en el juego.

## Discografía
Mixtapes
- 2005: MLD 20.05 (Demo Tape)
- 2007: Rap con Clazeh (The Mixtape)
- 2009: My Block (Mixtape)  con Hassle Life Latino

Álbumes de estudio
- 2008: Rap con Clazeh
- 2011: 7 Días de Rap[5]
- 2016: Contracorriente

## Videografía
| Año  | Video musical             | Director                           | Descripción                         |
| ---- | ------------------------- | ---------------------------------- | ----------------------------------- |
| 2007 | Come On                   | Mauricio Ramírez                   |                                     |
| 2008 | Aún ft. Dahyana Ríos      | Mauricio Ramírez                   |                                     |
| 2009 | Sin Parar                 | Mauricio Ramírez                   |                                     |
| 2009 | Monopolio                 | Paul Cataño Toro                   |                                     |
| 2010 | Buenos momentos           | Mauricio Ramírez                   |                                     |
| 2011 | Después de Todo ft. Kafka | Manuel Valencia Restrepo y Zehtyan | Lanzado el 18 de abril de 2011      |
| 2011 | Amor es Felicidad         | Paul Cataño Toro                   | Lanzado el 11 de septiembre de 2011 |

## Premios y nominaciones
| Año  | Ceremonia            | Trabajo nominado             | Categoría                 | Resultado |
| ---- | -------------------- | ---------------------------- | ------------------------- | --------- |
| 2007 | Premios Subterránica | Rap con ClaZeh (the mixtape) | Mejor Artista Hip Hop     | Nominado  |
| 2009 | Premios Shock        | Rap con ClaZeh               | Mejor artista Urban Style | Nominado  |
| 2011 | Premios Subterránica | 7 Días de Rap                | Mejor Artista Hip Hop     | Ganador   |
| 2010 | Premios Shock        | 7 Días de Rap                | Mejor artista Urban Style | Ganador   |
| 2011 | Premios Subterránica | 7 Días de Rap                | Disco del Año             | Nominado  |

## Filmografía
- 7 Días de Rap: Una Mirada al Proceso (Documental) (2010)[14]